# Campeonato Brasileño de Fútbol 2004
El Campeonato Brasileño de Fútbol 2004 fue la 49.ª edición del Campeonato Brasileño de Serie A. El mismo comenzó el 21 de abril de 2004 y finalizó el 19 de diciembre del corriente año.
El campeón fue el Santos FC dirigido por Vanderlei Luxemburgo, que ganó su octavo título en su historia.

## Formato
Los 24 equipos jugaron entre sí dos veces. El equipo que más puntos logró (3 por victoria y 1 por empate) fue el campeón. Los cuatro equipos con menos puntos descendieron al Campeonato Brasileiro Série B del año siguiente.

## Ascensos y descensos
| Pos. | Descendidos en la temporada 2003 |
| ---- | -------------------------------- |
| 23º  | Fortaleza                        |
| 24º  | Bahia                            |

| Pos. | Ascendidos de la Serie B 2003 |
| ---- | ----------------------------- |
| 1º   | Palmeiras                     |
| 2º   | Botafogo                      |

## Tabla de posiciones
| Pos | Equipo              | Pts | PJ | PG | PE | PP | GF  | GC | Dif |
| --- | ------------------- | --- | -- | -- | -- | -- | --- | -- | --- |
| 1   | Santos              | 89  | 46 | 27 | 8  | 11 | 103 | 58 | +45 |
| 2   | Atlético Paranaense | 86  | 46 | 25 | 11 | 10 | 93  | 56 | +37 |
| 3   | São Paulo           | 82  | 46 | 24 | 10 | 12 | 78  | 43 | +35 |
| 4   | Palmeiras           | 79  | 46 | 22 | 13 | 11 | 72  | 47 | +25 |
| 5   | Corinthians         | 74  | 46 | 20 | 14 | 12 | 54  | 54 | 0   |
| 6   | Goiás               | 72  | 46 | 21 | 9  | 16 | 81  | 68 | +13 |
| 7   | Juventude           | 70  | 46 | 20 | 10 | 16 | 60  | 66 | -6  |
| 8   | Internacional       | 67  | 46 | 20 | 7  | 19 | 66  | 59 | +7  |
| 9   | Fluminense          | 67  | 46 | 18 | 13 | 15 | 65  | 68 | -3  |
| 10  | Ponte Preta         | 64  | 46 | 19 | 7  | 20 | 43  | 73 | -30 |
| 11  | Figueirense         | 63  | 46 | 17 | 12 | 17 | 57  | 59 | -2  |
| 12  | Coritiba            | 62  | 46 | 15 | 17 | 14 | 53  | 48 | +5  |
| 13  | Cruzeiro            | 56  | 46 | 16 | 8  | 22 | 69  | 81 | -12 |
| 14  | Paysandu            | 56  | 46 | 14 | 14 | 18 | 56  | 76 | -20 |
| 15  | Paraná              | 54  | 46 | 15 | 9  | 22 | 52  | 73 | -21 |
| 16  | Vasco da Gama       | 54  | 46 | 14 | 12 | 20 | 64  | 68 | -4  |
| 17  | Flamengo            | 54  | 46 | 13 | 15 | 18 | 51  | 53 | -2  |
| 18  | São Caetano         | 53  | 46 | 23 | 8  | 15 | 65  | 49 | +16 |
| 19  | Atlético Mineiro    | 53  | 46 | 12 | 17 | 17 | 60  | 66 | -6  |
| 20  | Botafogo            | 51  | 46 | 11 | 18 | 17 | 62  | 71 | -9  |
| 21  | Criciúma            | 50  | 46 | 13 | 11 | 22 | 61  | 78 | -17 |
| 22  | Guarani de Campinas | 49  | 46 | 11 | 16 | 19 | 43  | 55 | -12 |
| 23  | Vitória             | 48  | 46 | 13 | 9  | 24 | 68  | 87 | -19 |
| 24  | Grêmio              | 39  | 46 | 9  | 12 | 25 | 60  | 80 | -20 |

Pts - puntos; PJ - partidos jugados; PG - ganados; PE - empatados; PP - perdidos; GF - goles a favor; GC - goles en contra; DG - diferencia de goles
|                                 |
| Bandera del estado de São Paulo |
| Campeón Santos FC 8.º título    |

|  |                                                |
|  | Campeón y clasificado a Copa Libertadores 2005 |
|  | clasificados a Copa Libertadores 2005          |
|  | clasificados a Copa Sudamericana 2005          |
|  | Equipos descendidos a la Serie B               |

## Goleadores
| Pos. | Jugador           | Club                | Goles |
| ---- | ----------------- | ------------------- | ----- |
| 1    | Washington        | Atlético Paranaense | 34    |
| 2    | Alex Dias         | Goiás               | 22    |
| 3    | Deivid            | Santos              | 21    |
| 3    | Robinho           | Santos              | 21    |
| 5    | Cláudio Pitbull   | Grêmio              | 19    |
| 6    | Edílson           | Vitória             | 18    |
| 6    | Fabrício Carvalho | São Caetano         | 18    |
| 6    | Obina             | Vitória             | 18    |
| 6    | Dejan Petković    | Vasco da Gama       | 18    |
| 10   | Grafite           | São Paulo           | 17    |

## Serie B
- Tabla primera fase, los ocho primeros clasifican a segunda fase.
| Pos | Equipo           | Pts | PJ | PG | PE | PP | GF | GC | Dif |
| --- | ---------------- | --- | -- | -- | -- | -- | -- | -- | --- |
| 1   | Brasiliense      | 46  | 23 | 13 | 7  | 3  | 43 | 22 | 21  |
| 2   | Náutico          | 45  | 23 | 14 | 3  | 6  | 46 | 27 | 19  |
| 3   | Bahia            | 43  | 23 | 13 | 4  | 6  | 38 | 24 | 14  |
| 4   | Ituano           | 42  | 23 | 12 | 6  | 5  | 41 | 20 | 21  |
| 5   | Fortaleza        | 39  | 23 | 11 | 6  | 6  | 43 | 29 | 14  |
| 6   | Marília          | 36  | 23 | 10 | 6  | 7  | 28 | 30 | -2  |
| 7   | Avaí             | 36  | 23 | 10 | 6  | 7  | 28 | 30 | -1  |
| 8   | Santa Cruz       | 35  | 23 | 10 | 5  | 8  | 35 | 25 | 10  |
| 9   | Paulista Jundiaí | 35  | 23 | 10 | 5  | 8  | 32 | 32 | 0   |
| 10  | SER Caxias       | 34  | 23 | 10 | 4  | 9  | 30 | 32 | -2  |
| 11  | Portuguesa       | 31  | 23 | 8  | 7  | 8  | 31 | 31 | 0   |
| 12  | Ceará            | 30  | 23 | 9  | 3  | 11 | 30 | 33 | -3  |
| 13  | Anapolina        | 30  | 23 | 9  | 3  | 11 | 25 | 29 | -4  |
| 14  | Santo André (*)  | 29  | 23 | 12 | 5  | 6  | 38 | 28 | 10  |
| 15  | CRB Alagoas      | 29  | 23 | 7  | 8  | 8  | 32 | 33 | -1  |
| 16  | São Raimundo     | 28  | 23 | 8  | 3  | 10 | 29 | 32 | -3  |
| 17  | Sport Recife     | 28  | 23 | 7  | 7  | 9  | 24 | 31 | -7  |
| 18  | Vila Nova-GO     | 27  | 23 | 7  | 6  | 10 | 34 | 38 | -4  |
| 19  | América de Natal | 26  | 23 | 7  | 5  | 11 | 22 | 36 | -14 |
| 20  | Remo             | 25  | 23 | 5  | 10 | 8  | 30 | 40 | -10 |
| 21  | América Mineiro  | 23  | 23 | 6  | 5  | 12 | 25 | 40 | -15 |
| 22  | Joinville        | 18  | 23 | 6  | 0  | 17 | 24 | 42 | -18 |
| 23  | Mogi Mirim       | 18  | 23 | 2  | 12 | 9  | 26 | 38 | -12 |
| 24  | Londrina         | 17  | 23 | 4  | 5  | 14 | 19 | 40 | -21 |

Pts - puntos; PJ - partidos jugados; PG - ganados; PE - empatados; PP - perdidos; GF - goles a favor; GC - goles en contra; DG - diferencia de goles
(*) - A Santo André se le restaron 12 puntos por alineación indebida de 2 jugadores en las rondas 1 y 2.
|  |                                                        |
|  | Equipos clasificados a segunda fase.                   |
|  | Equipos descendidos al Campeonato Brasileño de Serie C |

### Segunda fase

#### Grupo A
| Pos | Equipo            | Pts | PJ | PG | PE | PP | GF | GC | Dif |
| --- | ----------------- | --- | -- | -- | -- | -- | -- | -- | --- |
| 1   | Fortaleza         | 8   | 6  | 2  | 2  | 2  | 8  | 7  | 1   |
| 2   | Brasiliense       | 8   | 6  | 2  | 2  | 2  | 6  | 6  | 0   |
| 3   | Ituano            | 8   | 6  | 2  | 2  | 2  | 7  | 9  | -2  |
| 4   | Santa Cruz Recife | 7   | 6  | 1  | 4  | 1  | 8  | 7  | 1   |

Pts - puntos; PJ - partidos jugados; PG - ganados; PE - empatados; PP - perdidos; GF - goles a favor; GC - goles en contra; DG - diferencia de goles

#### Grupo B
| Pos | Equipo         | Pts | PJ | PG | PE | PP | GF | GC | Dif |
| --- | -------------- | --- | -- | -- | -- | -- | -- | -- | --- |
| 1   | Bahia          | 13  | 6  | 4  | 1  | 1  | 8  | 5  | 3   |
| 2   | Avaí           | 10  | 6  | 3  | 1  | 2  | 6  | 4  | 2   |
| 3   | Náutico Recife | 7   | 6  | 2  | 1  | 3  | 7  | 6  | 1   |
| 4   | Marília        | 4   | 6  | 1  | 1  | 4  | 4  | 10 | -6  |

Pts - puntos; PJ - partidos jugados; PG - ganados; PE - empatados; PP - perdidos; GF - goles a favor; GC - goles en contra; DG - diferencia de goles
|  |                                    |
|  | Equipos clasificados a fase final. |

#### Fase Final
| Pos | Equipo      | Pts | PJ | PG | PE | PP | GF | GC | Dif |
| --- | ----------- | --- | -- | -- | -- | -- | -- | -- | --- |
| 1   | Brasiliense | 12  | 6  | 4  | 0  | 2  | 8  | 5  | 3   |
| 2   | Fortaleza   | 8   | 6  | 2  | 2  | 2  | 4  | 4  | 0   |
| 3   | Avaí        | 8   | 6  | 2  | 2  | 2  | 4  | 5  | -1  |
| 4   | Bahia       | 5   | 6  | 1  | 2  | 3  | 7  | 9  | -2  |

Pts - puntos; PJ - partidos jugados; PG - ganados; PE - empatados; PP - perdidos; GF - goles a favor; GC - goles en contra; DG - diferencia de goles
|  |                               |
|  | Equipos ascendidos a Serie A. |